# Système d'ouverture d'itinéraire miné

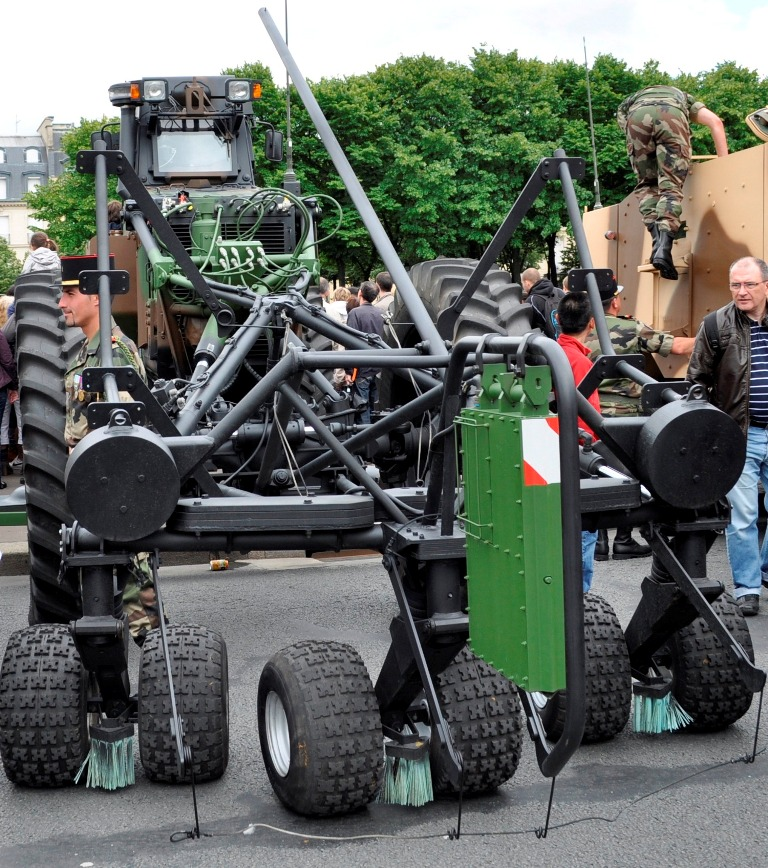
Véhicule détecteur de mines du système d'ouverture d'itinéraire miné du 13e régiment du génie

Le système d’ouverture d’itinéraire miné (SOUVIM 2) est un système de déminage et de lutte contre les engins explosifs improvisés.

## Historique
Le système fut développé pour l’armée sud-africaine par la société DCD-Dorbyl (sous le nom de Meerkat (en)/Husky road trains), et acheté en cinq exemplaires par l’armée de terre française en 1995. 
La direction générale de l'Armement a ensuite retenu la société MBDA pour créer la version française du système en 1999 (« SOUVIM 2 »). Il est utilisé dans le cadre de la guerre d’Afghanistan (2001). Il permet l'ouverture rapide d'itinéraires faiblement minés. 8 sont disponibles en 2013 avec une moyenne d'âge de 4 ans pour un coût d'entretien annuel de 275 000 euros.

## Description

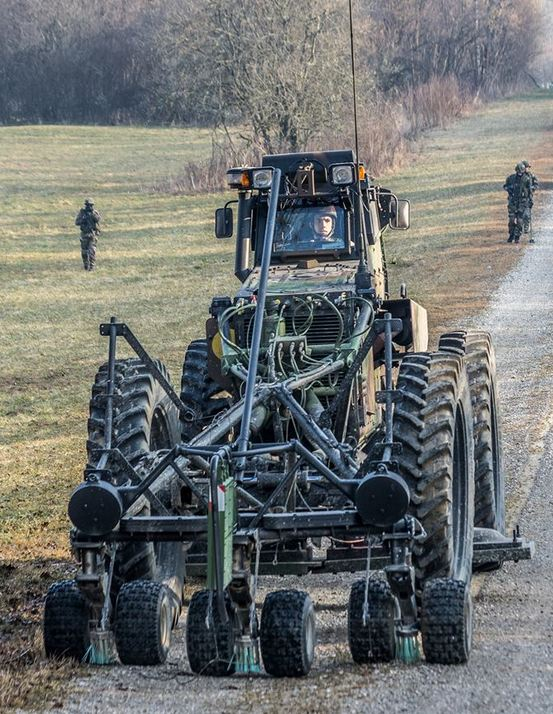
Un SOUVIM 2 du 13e régiment du génie en 2015.

Le SOUVIM 2 doit être en mesure de sécuriser 150 kilomètres d'itinéraire en 8 heures. Il est constitué à cet effet de deux attelages .
Le premier attelage est composé du véhicule détecteur de mines (VDM) à pneus basse pression Michelin LX PSI 710/75 R34, permettant à ce dernier d’avancer à une pression de seulement 0,3 bar et d’avoir une empreinte au sol inférieure à celle d’un être humain de 80 kg en marche, et d'une remorque déclencheuse des mines (RDM 1) à pression afin de sécuriser le passage pour le véhicule du second attelage. Il est équipé d'un leurre des mines à influence, d'un leurre infrarouge, de dispositifs de déclenchement des mines à antennes, fils fins de surveillance ou pions. Le véhicule, a une signature thermique diminuée et la capacité de rouler sur les mines antichar sans les déclencher (furtivité massique). Il laisse dans son sillage un marquage et un balisage visuels destinés au passage du deuxième attelage et du convoi au profit duquel l’itinéraire est sécurisé.
Le second attelage est composé du véhicule tracteur de remorques (VTR) et de deux remorques déclencheuses de mines (RDM 2 et 3) à pression. Il est équipé d'un dispositif optique de suivi de trace lui permettant de circuler en sécurité sur la partie déminée de l'itinéraire. Les deux RDM complètent le déminage effectué par la RDM 1 en déclenchant les mines à pression sur une plus grande largeur et ce afin d'ouvrir l'itinéraire à des convois ou détachements opérationnels.